# Bretthausen
Bretthausen est une Orstgemeinde (de) faisant partie de la commune fusionnée de Rennerod, dans l'arrondissement de Westerwald, en Rhénanie-Palatinat, dans l'ouest de l'Allemagne.